# Artur Ajwazian
Artur Ajwazian, ukr. Артур Суренович Айвазян (ur. 14 stycznia 1973), ukraiński strzelec sportowy, specjalista w strzelaniu z karabinu. Mistrz olimpijski z Pekinu.
Jest Ormianinem, ale startuje w barwach Ukrainy. Startował m.in. na igrzyskach w Sydney i Atenach. Tytuł w Pekinie zdobył w strzelaniu z karabinu dowolnego w pozycji leżącej, startuje także w innych konkurencjach. Był medalistą mistrzostw Europy.